# 立水桥南站
立水桥南站是北京地铁5号线上的一座车站，位于北京市朝阳区奥运村街道北苑路、春华路交叉口北侧。車站色調為白色。

## 位置
本站位于北苑路与春华路交叉路口北侧，立水桥和立水西桥的东南方向。

## 出口
这座车站共有3个出口：A（西北），C（东南），D（西南）
|                           |        |                    |      |            |
| 編號                      | 指示   | 建議前往的目的地   | 照片 | 無障礙設施 |
| 出口 · A                  | 北苑路 | 黄金苑             |      | 不適用     |
| 出口 · C                  | 北苑路 | 中国环境科学研究院 |      | 不適用     |
| 出口 · D · 轮椅升降台标志 | 北苑路 | 领地大厦           |      |            |
| 註： 設有輪椅升降台       |        |                    |      |            |

## 结构

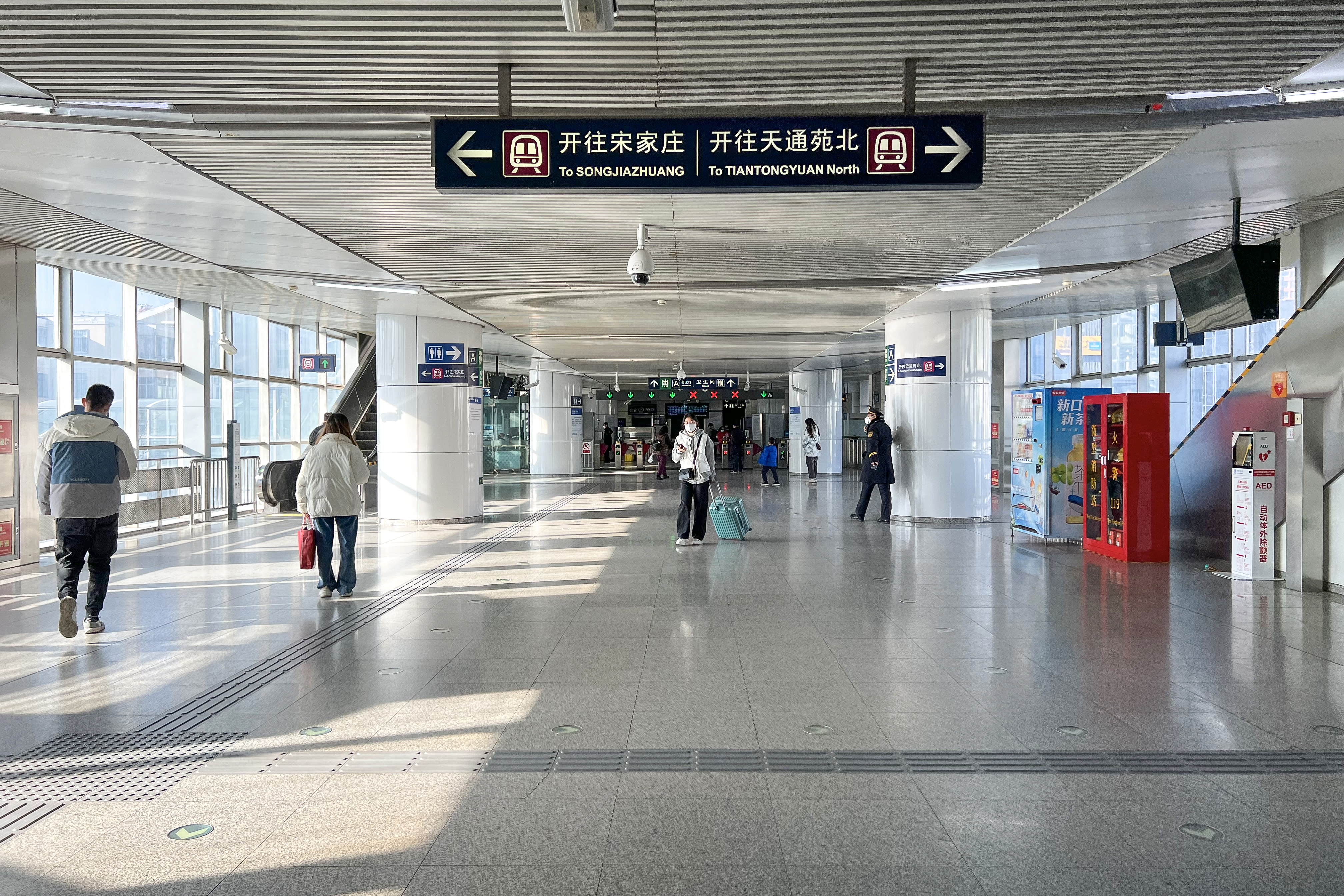
站厅

这座车站为高架车站，采用侧式站台设计。
| 地上三层 站台层 | 侧式站台，右側開门          | 侧式站台，右側開门   |
| 地上三层 站台层 | █ 5号线往天通苑北（立水桥） |                      |
| 地上三层 站台层 | █ 5号线往宋家庄（北苑路北） |                      |
| 地上三层 站台层 | 侧式站台，右側開门          |                      |
| 地上二层 站厅层 | 站厅                        | 客服中心、进出站闸机 |
| 地面层          | 出入口                      | A-D出入口            |